# Krepsz Iván
Krepsz Iván (Temesvár, 1912. szeptember 18. – Koblenz, 1992) erdélyi magyar orvos, rákkutató szakorvos, egyetemi tanár, az orvostudományok doktora.

## Életútja
Szülővárosában végezte a Piarista Gimnáziumot (1929), a kolozsvári I. Ferdinand-Egyetemen nyerte el orvosi oklevelét (1937). Pályáját a kolozsvári Központi Röntgenintézetben kezdte mint tanársegéd (1940-45), majd a marosvásárhelyi OGYI Radiológiai Intézetében adjunktus, 1948-tól előadótanár, 1968-tól egyetemi tanárként vezette a radiológiai klinikát nyugdíjazásáig (1979). Az orvostudományok doktora.
A korszerűbb vizsgálatok érdekében a Röntgenintézeten belül izotóp laboratóriumot létesített és vezetett, majd megszervezte az rákszűrés lehetőségét, később onkológiai fekvőosztályt létesített (1956). Az etnikai türelmetlenség miatt 1986-ban Nyugat-Németországba emigrált, 1992-ben Koblenzben hunyt el.

## Munkássága
Tudományos munkássága átfogta az egész orvosi radiológiát. Magyar, román, német, angol és francia nyelvű tudományos közleményeit a rákkutatás kérdéseiről írta, s ezek főleg az Erdélyi Múzeum-Egyesület (EME) orvostudományi Értesítője, az Orvosi Szemle-Revista Medicală, Orvosi Hetilap (Budapest), Anthropológiai Közlöny (Budapest) hasábjain jelentek meg; 1961-től a bukaresti Oncologia și Radiologia szerkesztőbizottsági tagja és főmunkatársa. Ismeretterjesztő egészségügyi cikkeivel és cikksorozataival a Muncitorul Sanitar, Ardealul Medical, Vörös Zászló, Hargita hasábjain s az Egészségügyi Nevelési Ház kiadványaiban szerepelt. Mint társszerző részt vett a Manual de radiologie (1963) és Radiologia medicală (1963) c. tankönyvek szerkesztésében.
Egyetemi jegyzetei: Radiológia. Röntgendiagnosztika és sugárterápia (Marosvásárhely, 1957); újabb kiadás Kovács László és Kertész Endre közreműködésével (1960, 1976). Önálló kötete: A rákbetegségről. Marosvásárhely, 1957.